# Pierre Wiktorin
Pierre Wiktorin, född 1966, är en svensk religionsantropolog och forskare. Han är för närvarande universitetslektor vid Mittuniversitetet, och har tidigare forskat och/eller arbetat vid Linnéuniversitetet, Lunds universitet, Malmö högskola, Högskolan i Halmstad och Högskolan i Jönköping.
Under hans tid vid Lunds universitet forskade han bland annat om religiösa uttryck i populärkulturen och allmänhetens tolkningar och uppfattningar om dessa uttryck.

## Publikationer

### Böcker
- De villkorligt frigivna: relationen mellan munkar och lekfolk i ett nutida Thailand. Lunds universitet. 2005. Libris 9862480. ISBN 91-22-02118-3
- Religion och populärkultur: från Harry Potter till Left Behind. Sekel bokförlag. 2011. Libris 13925070. ISBN 9789185767922

### Bokkapitel
- Religion i populärkultur. Ur Jonas Svensson (red.) & Stefan Arvidsson (red.) (2010) Människor och Makter 2.0. Högskolan i Halmstad. ISBN 978-91-978256-5-8
- The Vampire as a Religious Phenomenon. Ur Mariah Larsson (red) & Ann Steiner (red) (2011) Interdisciplinary approaches to Twilight: studies in fiction, media and a contemporary cultural experience. Nordic Academic Press. ISBN 9789185509638. Pierre Wiktorin i Libris
- Claiming territory: The role of pilgrimage in the struggle for a re-Christianization of Sweden. Ur Kevin Griffin (red.) & Raj Razac (red.) (2017) Conflicts, Religion and Culture in Tourism

### Tidskriftsartiklar
- ”Nationalismens tveeggade svärd: Premiärminister Thaksins uppgång och eventuella fall”. Anpere. 2006.
- ”Coup d'etat: Störtandet av premiärminister Thaksin och dess eventuella konsekvenser”. Anpere. 2006.
- ”Constructing a Distinct Other: Harry Potter and the Enchantment of the Future”. Anpere. 2007.
- ”Kristusgestalter och antikristusgestalter i populärkulturen”. Svensk teologisk kvartalstidskrift (1):  sid. 42-46. 2009.

### Tidningsartiklar
- Möller, A. & Wiktorin, P. Ramadan missförstås Sydsvenskan (2008)
- Bu för Mamma Mu. Expressen (2008)
- Tomten som Gud. Newsmill.se (2008)
- Vi berövar tibetanerna deras rätt. Dagen (2008)
- Änglar och positroner. Sydsvenska Dagbladet (2009)
- Underhållning eller ej?. Newsmill.se (2009)
- Evolutionism har mörk historia. Sydsvenska dagbladet (2009)
- Medelklassens Messias. Sydsvenska Dagbladet (2009)
- Thaksins fall blev även den thailändska demokratins. Newsmill.se (2009)
- Vad hade Harry gjort?. Sydsvenska Dagbladet (2010)
- Det är svårt att vara allas hjälte. Forskning & Framsteg (2015)